# Economische regio Povolzje
De economische regio Povolzje (Russisch: Поволжский экономический район; [Povolzjski ekonomitsjeski rajon]) of economische regio Wolga is een van de twaalf economische regio's van Rusland.

## Deelgebieden
- oblast Astrachan
- Kalmukkië (Kalmoekië)
- oblast Oeljanovsk
- oblast Penza
- oblast Samara
- oblast Saratov
- Tatarije (Tatarstan)
- oblast Wolgograd

## Economie
De belangrijkste sector binnen de regio wordt gevormd door de machinebouw. Deze bestaat uit de automobielindustrie, luchtvaartindustrie, de productie van gereedschappen, landbouwwerktuigen, machines voor de petrochemische industrie en andere. Andere grote sectoren zijn de petrochemische en chemische industrie, die zich hebben gespecialiseerd in de productie van banden, rubberdelen, grondverbeteraars, vezels en andere producten. Deze sectoren zijn nauw verbonden met de olie- en gasindustrie.
De stroomvoorziening is gebaseerd op een aantal grote waterkrachtcentrales, een kerncentrale (Balakovo) en thermische centrales. Door het gebied lopen de hoogspanningsleidingen die de Centrale economische regio verbinden met de economische regio Oeral.

## Sociaal-economische indicatoren
Volgens een studie uit 1999 bestaat in de regio meer steun dan gemiddeld voor de economische veranderingen, zowel in termen van de waardering voor de nationale economie als de verwachting dat er verbeteringen zullen optreden in de eigen welvaart en het huishoudinkomen. Ook het bezit van consumentengoederen ligt boven het gemiddelde. De levensverwachting voor zowel mannen als vrouwen ligt ook boven het nationale gemiddelde. Het inkomen per hoofd van de bevolking ligt echter beneden het nationall gemiddelde en de regionale inkomensniveaus liggen op ongeveer 83% van het gemiddelde. De regelmatige uitbetaling van de lonen ligt hier wel boven het gemiddelde. Het hoge optimisme onder de bevolking kan worden verklaard doordat veel van degenen die meldden een tweede baan te hebben, ook boven het nationale gemiddelde lagen.
Centraal · Centraal-Tsjernozjom · Noord · Noord-Kaukasus · Noordwest · Oeral · Oost-Siberië · Povolzje · Verre Oosten · West-Siberië · Wolga-Vjatka